# Nazionale maschile di rugby a 15 del Marocco
La nazionale marocchina di rugby a 15 è la selezione maschile di rugby a 15 (o Rugby union) che rappresenta il Marocco a livello internazionale.
Attiva dal 1931, dal 1956 opera sotto la giurisdizione della Fédération Royale Marocaine de Rugby.
La nazionale marocchina partecipa regolarmente all'Africa Cup, competizione continentale aggiudicatasi in due occasioni: nel 2003 e nel 2005. In precedenza, dal 1970 al 1997 e in ultimo nel 2000, fu impegnata nel campionato europeo classificandosi al terzo posto in due edizioni consecutive degli anni settanta (1970-71 e 1971-72).
Nel 2016 e nel 2017 si è aggiudicata il torneo minore North African Tri Nations, o Tri Nations of Maghreb, conteso con Algeria e Tunisia nelle sue due uniche edizioni disputate.
Il Marocco non ha mai preso parte ad alcuna edizione della Coppa del Mondo di rugby, nel 2007 fallì la qualificazione perdendo al primo turno di ripescaggio contro il Portogallo.

## Palmarès
- Africa Cup: 2
2003, 2005